# Leopoldina (Minas Gerais)
Leopoldina, amtlich portugiesisch Município de Leopoldina, ist eine Mittelstadt im brasilianischen Bundesstaat Minas Gerais der Região Sudeste. Sie ist Teil der Region Zona da Mata Mineira und liegt 322 km südöstlich von der Landeshauptstadt Belo Horizonte entfernt. Die Bevölkerung wurde zum 1. Juli 2020 auf 52.640 Einwohner geschätzt, die Leopoldinenser genannt werden und auf einer Fläche von rund 943 km² leben.

## Toponymie
Benannt ist der Ort nach Leopoldina von Brasilien, Tochter des Kaisers Peter II. von Brasilien.

## Geschichte
Ursprünglich war das Gebiet Siedlungsland von Botokuden und Puri-Indianern (Puris). Ende des 18. Jahrhunderts war es Teil der Goldbergbaublütezeit des Kapitanats Minas Gerais. 1813 wurden die ersten Sesmarias auf dem Territorium vergeben, das Stadtarchiv von Leopoldina verzeichnet jedoch erst ab 1824 einen dokumentierten Besiedlungsanstieg. Anfang des 19. Jahrhunderts wurde es als Arraial do Feijão Cru („rohe Bohnen“) bekannt. Am 27. April 1854 wurde der Ort zur Vila de Leopoldia erhoben. Dieses Datum gilt als Gründungsdatum, obwohl erst 1855 die Selbstverwaltung in Kraft trat und 1861 die Vila zur Cidade wurde. Leopoldina profitierte zu der Zeit vom Kaffeeboom und hatte zeitweise die zweithöchste Zahl an Sklaven in Minas Gerais. 1874 wurde die Eisenbahnlinie Estrada de Ferro Leopoldina eingeweiht.
Von Bedeutung war Anfang des 20. Jahrhunderts die Immigration italienischer Einwanderer, die die Landwirtschaftskolonie Colônia Agrícola da Constança gründeten.

## Geographie
Umliegende Orte sind im Norden Cataguases, im Nordosten Laranjal, im Osten Recreio, im Südosten Pirapetinga und Estrela Dalva, im Süden Volta Grande und Além Paraíba, im Südwesten Santo Antônio do Aventureiro, im  Westen Argirita und São João Nepomuceno sowie im Nordwesten Descoberto und Itamarati de Minas.
2017 teilte das Instituto Brasileiro de Geografia e Estatística (IBGE) Leopoldina der rein geostatistischen Regionen Região geográfica intermediária Juiz de Fora und mit neun anderen Städten der Região geográfica imediata Cataguases zu.

### Klima
Die Stadt hat nach der Klimaklassifikation nach Köppen und Geiger tropisches Klima (Aw). Die Durchschnittstemperatur ist 22,9 °C. Die durchschnittliche Niederschlagsmenge liegt bei 1263 mm im Jahr.
Monatliche Durchschnittstemperaturen und -niederschläge für Leopoldina
|                   | Jan  | Feb | Mär  | Apr  | Mai  | Jun  | Jul  | Aug  | Sep  | Okt  | Nov  | Dez  |   |      |
| Temperatur (°C)   | 25,8 | 26  | 24,9 | 22,9 | 20,8 | 19,8 | 19,6 | 20,8 | 22,2 | 23,4 | 24,1 | 24,4 | Ø | 22,9 |
| Niederschlag (mm) | 211  | 175 | 135  | 65   | 34   | 22   | 17   | 17   | 47   | 115  | 169  | 256  | Σ | 1263 |

## Stadtverwaltung
Stadtpräfekt (Bürgermeister) ist seit der Kommunalwahl in Brasilien 2016 für die Amtszeit 2017 bis 2020 José Roberto de Oliveira des rechtsgerichteten Partido Social Cristão (PSC).
Die Legislative liegt bei einem Stadtrat aus 15 gewählten Stadtverordneten (vereadores).

## Stadtgliederung
Der Sitz des Munizips ist in 48 Bairros, kleinere Stadtviertel im urban besiedelten Kern, gegliedert:
|  |  |  |  | - Alto da Ventania - Alto do Cemitério - Arrasta Couro - Arthur Leão - Bandeirantes - Bela Vista - Boa Sorte - Caiçaras - Catedral - Centro - Chácara Dona Euzébia - Cidade Alta | - Cohab Nova - Cohab Velha - Coreia - Desengano - Dr. Joaquim Guimarães - Eldorado - Fábrica - Fortaleza - Imperador - Jardim Bela Vista - Jardim Lisboa - João Paulo II | - Limoeiro - Meia Laranja - Mina de Ouro - Nova Leopoldina - Onça - Palmeiras - Pedro Brito - Pinguda - Pirineus - Popular - Praça da Bandeira - Quinta Residência | - Redentor - Rosário - São Cristóvão - São Luiz - São Sebastião - Seminário - Serra Verde - Tomé Nogueira - Três Cruzes - Vale do Sol - Vila Esteves - Vila Miralda |

Außerhalb in der ländlichen Umgebung liegen noch die kleinen Ansiedlungen São Lourenço in der Bergregion und São Martinho.

## Bevölkerungsentwicklung
Quelle: IBGE (Angabe für 2020 ist lediglich eine Schätzung).
1872 waren von den 41.286 gezählten Einwohnern 26.033 freie Menschen und 15.253 Sklaven. 1940 lebten 10.385 im urbanen, aber noch 30.325 Einwohner im ländlichen Raum. Dies Verhältnis änderte sich etwa ab den 1960er Jahren, als ehemaliges Landvolk sich in den neuen Bairros ansiedelte. 2010 waren von 51.130 Einwohnern nur noch 5424 im weitläufigen Binnenland des Munizips gezählt worden.

## Ethnische Zusammensetzung
Ethnische Gruppen nach der statistischen Einteilung (Nomenklatur) des IBGE (Stand 2010 mit 51.130 Einwohnern):
| Gruppe                | Anteil | Anmerkung                         |
| --------------------- | ------ | --------------------------------- |
| Brancos               | 23.848 | (Weiße, Nachfahren von Europäern) |
| Pardos (Mischrassige) | 16.386 | (Mulatten, Mestizen)              |
| Pretos                | 10.617 | (Schwarze)                        |
| Amarelos              | 209    | (Asiaten)                         |
| Indígenas             | 25     | (indigene Bevölkerung)            |
| ohne Angabe           | 42     |                                   |

## Durchschnittseinkommen und Lebensstandard
Das monatliche Durchschnittseinkommen betrug 2016 den Faktor 1,6 des brasilianischen Mindestlohns (Salário mínimo) von R$ 880,00 (Wechselkurs Februar 2019: rund 335 €). Der Index der menschlichen Entwicklung (HDI) ist mit 0,726 für 2010 als hoch eingestuft. Das Bruttosozialprodukt pro Kopf betrug 2016 rund 18.448 R$.

## Wirtschaft und Infrastruktur
Beschäftigung finden die Leopoldinenser im Dienstleistungs-, Kleinindustrie- und Landwirtschaftssektor.
Erreichbar ist der Ort über die Bundesstraßen BR-116, die die Bundesstaaten Rio de Janeiro und Bahia verbindet, die BR-120 und BR-267 sowie die Landesstraße MG-454, die Ferrovia Centro Atlântica verbindet mit dem Eisenbahnnetz. Mit dem Aeroporto de Leopoldina verfügt Leopoldina über einen kleinen Flughafen, der jedoch nicht im Linienverkehr angeflogen wird.

## Söhne und Töchter der Stadt
- João Moojen (1904–1985), Zoologe
- Mariano Ubiracy da Silva (1942–2015), Fußballspieler
- Kacio Freitas (* 1994), Radrennfahrer